# Historia del Real Valladolid Club de Fútbol
La Historia del Real Valladolid Club de Fútbol se inicia como tal el 20 de junio de 1928, cuando la Real Unión Deportiva y el Club Deportivo Español, dos de los clubes más importantes de la ciudad en aquel entonces, decidieron fusionarse.

### Nacimiento y primeras temporadas (1924-1947)

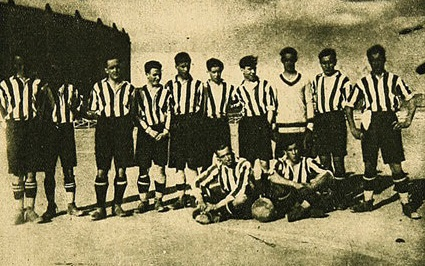
Plantilla del Real Unión Deportiva antes del partido contra el Colo-Colo de Chile disputado el 2 de mayo de 1927. En dicho partido, David Arellano, capitán del conjunto chileno, recibió un fuerte golpe en el estómago que al día siguiente le produjo la muerte. Este suceso se conoce como la tragedia de Valladolid.

En 1924 se fundaron en Valladolid dos clubes que rivalizaron por la supremacía en la ciudad: el Real Unión Deportiva, vinculado a la Congregación de Luises y Kotskas, y por tanto de tendencia conservadora, y el Club Deportivo Español, de tendencia progresista. Ambos ganaron sendas Copas de Castilla y León y tuvieron destacadas participaciones en la Copa del Rey.
El Real Valladolid Deportivo nació el 20 de junio de 1928 como resultado de la fusión de esos dos clubes, con Pedro Zuloaga Mañueco como primer presidente. En el partido de presentación, disputado el 22 de septiembre de ese año en el estadio de la Sociedad Taurina, junto a la Plaza de Toros, el primer once del Real Valladolid, formado por Arana, Pombo, Martín, Orúe, Serralde, Echevarría, Montalbán, Perico San Miguel, Sainz, Sierra y Pablo López, venció por 2-1 al Deportivo Alavés de Vitoria. El equipo debutó en el Grupo B de la Segunda División –equivalente a una Tercera División– del Campeonato de Liga que se puso en marcha aquella misma temporada.
En la temporada 1933-34, el Real Valladolid consiguió el ascenso a Segunda División. En su debut en ella la siguiente temporada, el conjunto vallisoletano realizó una gran campaña, terminando segundo dentro de su grupo y último en la fase final por el ascenso.
El 3 de noviembre de 1940, en plena posguerra, se inauguró el nuevo Estadio Municipal en partido de Liga contra el Arenas de Guecho, con victoria local por 4-1. El equipo continuó en trayectoria ascendente, logrando disputar la promoción de ascenso a Primera en la campaña 1942-43, pero en la temporada siguiente descendió a Tercera División. El equipo pasó tres años en Tercera antes de retornar a Segunda en 1947.

### Ascenso a Primera, final de Copa y época dorada (1947-1958)
Y al año siguiente, la temporada 1947-48, dirigido por Antonio Barrios, se proclamó campeón de la categoría y consiguió su primer ascenso a Primera División, la máxima categoría del fútbol español. Para el debut en Primera se contrató a Helenio Herrera, concluyendo la campaña en 12.º lugar. Herrera firmó por el Atlético de Madrid, lo que llevó al retorno de Antonio Barrios como entrenador, y el club se reforzó con jugadores como Emilio Aldecoa, Lesmes I y Lesmes II, que se unían a los ya conocidos Saso, Vaquero y Coque, entre otros.
Tras un partido amistoso de pretemporada contra Osasuna en Pamplona, la noche del 29 al 30 de agosto de 1949, el autocar que llevaba al equipo de regreso a Valladolid fue arrollado en un paso a nivel de la localidad burgalesa de Villafría. El accidente se saldó con numerosos jugadores heridos, pero afortunadamente sin fallecidos. El equipo finalizó en la 9.ª posición de la Liga, tras haber realizado una notable primera vuelta, y en la Copa del Generalísimo de esa misma temporada, se mostró como un bloque sólido y fue la revelación del torneo, plantándose en la final tras eliminar a la Real Sociedad, al Sevilla F. C. y al Real Madrid. El partido decisivo se disputó el 28 de mayo de 1950 en el Estadio de Chamartín de Madrid contra el Athletic de Bilbao. Al término del tiempo reglamentario se llegó con empate a uno, con goles de Zarra para los bilbaínos y Coque para los pucelanos, pero en la prórroga Zarra anotó un triplete que hundió al Valladolid, concluyendo el partido con 4-1.
Al inicio de la temporada siguiente, con Ipiña en el banquillo, el Valladolid se convirtió en la revelación del campeonato, codeándose con los grandes y ocupando el tercer lugar al término de la primera vuelta. Pero en la segunda, el equipo se desinfló y no pudo mantener el ritmo de Atlético de Madrid y del Sevilla F. C., que lucharon hasta el final por el título, logrado por los rojiblancos. El Real Valladolid concluyó la campaña en sexta posición, y los aprietos económicos le obligaron a vender a la mayor parte de sus estrellas.
En los siguientes años el potencial del equipo fue disminuyendo progresivamente, permaneciendo en él únicamente Coque, que se convirtió en su primer jugador internacional, y los hermanos Lesmes. No obstante, aparecieron nuevas figuras como Matito, Ortega y Lasala, y el Real Valladolid se mantuvo en la parte media de la tabla, rozando a veces los puestos de promoción. Finalmente, y pese a que la campaña 1956-57 había concluido con un modesto octavo puesto, la directiva se vio obligada de nuevo a vender a la mayor parte de la plantilla, que quedó prácticamente desarbolada. Ello condujo al descenso en la temporada siguiente, pese a que Manuel Badenes fue el máximo goleador de la categoría junto a Ricardo Alós y Alfredo Di Stéfano; así concluía una década fabulosa mermada por los problemas económicos.

### El equipo ascensor (1958-1964)
La directiva presidida por Carlos del Río Herrero confió en José Luis Saso como entrenador y en una mezcla de jóvenes talentos, entre los que destacó Emilio Morollón, y de jugadores experimentados, como Coque, que regresaba a casa tras su frustrado paso por el Atlético de Madrid. El Real Valladolid se mostró como un conjunto sólido que se proclamó campeón de su grupo y certificó su vuelta a la máxima categoría del fútbol español.
Para reforzarse de cara a la temporada siguiente, el entrenador, Saso, viajó a Uruguay y Argentina en busca de jóvenes talentos accesibles para la maltrecha economía del club, y regresó con dos uruguayos, Benítez y Endériz, y tres argentinos, Solé, Aramendi y Bagneras, aunque este último fue cedido y solamente produjo beneficio económico. El Valladolid de aquella campaña se mostró como un equipo sin tapujos, que desarrollaba un fútbol espectacular pero con problemas de marcaje y portería, y se consiguió mantener la categoría. No fue así el año siguiente, pese a que tras una gran actuación en la Copa se llegó a semifinales.
Se retornó a Primera en un solo año, de la mano del paraguayo Heriberto Herrera, quien marchó para entrenar al RCD Español. La directiva contrató entonces a Antoni Ramallets, que acababa de retirarse y aceptó debutar como entrenador dirigiendo al conjunto blanquivioleta para la temporada 62-63, que tenía como objetivo mantener la categoría. La escuadra, prácticamente idéntica a la que logró el ascenso, se convirtió junto al Real Oviedo en la revelación de la Liga, finalizando en el cuarto puesto, la mejor clasificación obtenida hasta la actualidad.

### El periplo por Segunda (1964-1980)
Aquel Valladolid revelación atrajo las miradas de otros clubes, por lo que para la temporada 1963-64 hubo numerosas bajas. Continuó sin embargo la pareja estrella, formada por Morollón y Rodilla, ambos entre los máximos goleadores de la campaña anterior. Pero no pudo mantenerse la categoría y comenzó una sangría de ventas de los jugadores más importantes del club: Rodilla, Ramírez, Sanchís y Morollón, este último traspasado al Real Madrid casi a precio de saldo. La deuda histórica se convirtió en un auténtico talón de Aquiles para la institución, provocando la dimisión del presidente José Miguel Arrarte.
Para salvar la situación, José Luis Saso se convirtió en el nuevo presidente del club, y tras el fugaz paso de Antonio Barrios por el banquillo, se le sustituyó por Antonio Ramallets. Aquel año, el Real Valladolid se quedó a las puertas del ascenso, y para la siguiente temporada se contrató a Perico Torres, que falleció de manera repentina y provocó una fuerte inestabilidad en el banquillo pucelano que acentuó la crisis de la institución. Saso renunció al cargo, y de la mano de Antonio Alfonso se reforzó el equipo a golpe de talonario y se contrató a Enrique Orizaola para dirigirlo, tras la destitución de José Luis Molinuevo. Los blanquivioletas se clasificaron en segundo puesto, lo que les permitió disputar la promoción de ascenso de la temporada 1967-68 contra la Real Sociedad. Los donostiarras consiguieron la victoria en Zorrilla por 0-1, y tras el 0-0 registrado en Atocha los albivioletas se quedaron a punto de regresar a Primera.
Tras el fracaso, se dio salida a varios jugadores y se inició una nueva etapa de altibajos, concluyéndose la temporada 1968-69 en décima posición. La temporada siguiente fue desastrosa; Antonio Alfonso renunció a invertir más dinero y la apatía general llevó a una caída libre que acabó con el equipo en Tercera División.
El declive se había consumado, y tras la celebración de las elecciones, Santiago Gallego asumió la presidencia y el difícil reto de reformar un club venido a menos y con problemas acuciantes. No hubo más remedio que tirar de la cantera y reconvertir el Europa Delicias en el Real Valladolid Promesas, del que despuntaban talentos como Julio Cardeñosa, que pronto pasó al primer equipo. La situación económica era angustiosa, y el presidente convenció a Concha Velasco, oriunda de la ciudad, para que aceptara ser madrina de los albivioletas y paliara la fuga de socios. A pesar de que el Real Valladolid mantuvo una trayectoria muy irregular durante aquella campaña, consiguió el ascenso en un emocionante sprint final que le llevó a la segunda posición de la tabla en detrimento de Osasuna.
El equipo se consolidó en Segunda y comenzó a pensarse en volver a Primera. En agosto de 1972 se creó el Trofeo Ciudad de Valladolid y se instaló la iluminación artificial en el Viejo Zorrilla. Las temporadas se fueron sucediendo sin pena ni gloria, y en 1974 Santiago Gallego se convirtió en el primer presidente que abandonaba el cargo sin deudas, gracias al traspaso de Cardeñosa al Real Betis por 15 millones de pesetas, la cantidad más alta percibida por el club hasta entonces. Fernando Alonso asumió la presidencia y realizó profundas reformas en la plantilla, cuyo potencial se vio reducido y estuvo a punto de descender.
Para afrontar la temporada 1975-76 se incorporaron muchos jugadores jóvenes, y la escuadra blanquivioleta dirigida por Héctor Núñez se quedó a las puertas del ascenso y en la Copa llegó a cuarta ronda. Tras la venta de Alfredo Amarillo al FC Barcelona, llegaron a Valladolid tres jóvenes talentos procedentes del filial azulgrana, de los cuales dos, Moré y Rusky, se consolidaron en el club. Siguieron dos temporadas en las que lo deportivo pasó a un segundo plano ante asuntos más triviales, como el traspaso de Landáburu al Rayo Vallecano o el debut de Gaíl con apenas 16 años. En la temporada de las bodas de oro, Gonzalo Alonso asumió la presidencia y renovó la plantilla con jóvenes talentos de las canteras azulgrana y merengue, siendo la incorporación más sonada la de Poli Rincón. El equipo se quedó a un solo gol de ascender, y también a un solo gol de disputar la final de Copa, cayendo en semifinales contra el Valencia C. F., que a la postre se proclamó campeón del torneo. En la campaña 1979-80, una plantilla blanquivioleta teóricamente inferior obtuvo unos resultados excelentes y se mostró arrolladora en la segunda vuelta del campeonato, consiguiendo el ansiado ascenso a falta de dos jornadas. Se llegaba así al final del túnel después de dieciséis años.

### Nuevo estadio y Copa de la Liga (1980-1986)
Para contar con garantías en el regreso a Primera, se realizaron dos grandes fichajes: Fenoy para la portería y Gilberto para apuntalar la defensa. El Real Valladolid consiguió el objetivo de la permanencia con mayor tranquilidad de la esperada, y realizó una gira por América Central gracias al gran seguimiento mediático sobre Gilberto desde Honduras, su país natal.
La masa social del club creció hasta superar los 14 000 socios, todo un récord que dejaba pequeño el Viejo Estadio José Zorrilla; por ello se inició la construcción de otro, que sería el único de nueva planta en albergar encuentros del Mundial de España de 1982. De propiedad municipal, el Nuevo Zorrilla se situó en una zona conocida como "La Barquilla", en aquel entonces a las afueras de la ciudad, siendo inaugurado el 20 de febrero de 1982 en un encuentro liguero contra el Athletic Club con victoria blanquivioleta.
Manuel Esteban tomó el testigo de Gonzalo Alonso en la presidencia, y bajo su mando se concretaron grandes contrataciones como la del Pato Yáñez y el Polilla da Silva, este último en calidad de cedido. La inestabilidad en la presidencia propició el retorno de Gonzalo Alonso a la misma y los malos resultados llevaron a Fernando Redondo al banquillo. Debutaron unos jóvenes Eusebio y Fonseca.
En la Copa de la Liga de la temporada 1983-84, el Real Valladolid eliminó a equipos teóricamente superiores: al Zaragoza en primera ronda, al Sevilla F. C. en cuartos y al Real Betis en semifinales, llegando a la final contra el Atlético de Madrid. Tras el empate a cero de la ida en el Vicente Calderón, el 30 de junio de 1984 los pucelanos derrotaron en el Nuevo Zorrilla a los rojiblancos en la prórroga por 3-0, con goles de Votava en propia puerta, Fortes y Minguela. De esta forma un tanto inesperada y sorprendente, el equipo formado por Fenoy, Aracil, Gaíl, García Navajas, Richard, Jorge, Moré, Eusebio (Fortes), Yáñez, Da Silva y López (Minguela) consiguió el único título nacional en la historia del club, y Pepe Moré levantó el trofeo ante el delirio de los aficionados. Este logro permitió al club jugar una competición europea por primera vez en su historia, cayendo eliminados en la primera ronda de la Copa de la UEFA 1984-85 ante el HNK Rijeka croata. Los acuciantes problemas económicos provocaron que Da Silva abandonara el club, salida compensada por Gonzalo Alonso con el fichaje de Mágico González, la estrella salvadoreña del Cádiz C. F.

### Primera era Cantatore, segunda final de Copa, los colombianos y peligro de desaparición (1986-1992)
La directiva decidió dar un golpe de timón para reorientar la nave blanquivioleta y contrató los servicios de Vicente Cantatore, técnico que imprimió una férrea disciplina en la plantilla y optó por el contraataque en sus planteamientos de juego. Él y Manolo Hierro descubrieron el talento del hermano del segundo, Fernando Hierro, que militaba en el Vélez C. F. Gracias a los buenos frutos que salían de la cantera, el Valladolid inició una etapa de traspasos millonarios, como los de Eusebio y Juan Carlos, mientras se asentaban jugadores como Manolo Hierro y Ravnić.
El papel del club en la temporada 1988-89 fue sobresaliente, terminando la Liga en sexto lugar y alcanzando la final de Copa, que se disputó el 30 de junio de 1989 ante el Real Madrid en el Estadio Vicente Calderón. El equipo blanquivioleta formado por Ravnić, Miljius, Albesa, Gonzalo, Fernando Hierro, Lemos, Damián, Minguela, Albis (Fonseca), Jankovic y Peña encajó un único gol de Gordillo a los 5' que ya no pudo remontar pese a su superioridad en el juego.
Tras la final de Copa, Fernando Hierro fichó por el Real Madrid y Vicente Cantatore pasó a entrenar al Sevilla F. C., llegando a su vez jugadores como Caminero y Amavisca. La siguiente Liga se cerró con un 16.º puesto, y la segunda participación europea, lograda gracias al subcampeonato copero anterior, fue notable, cayendo por penaltis en cuartos de final de la Recopa ante el AS Mónaco.

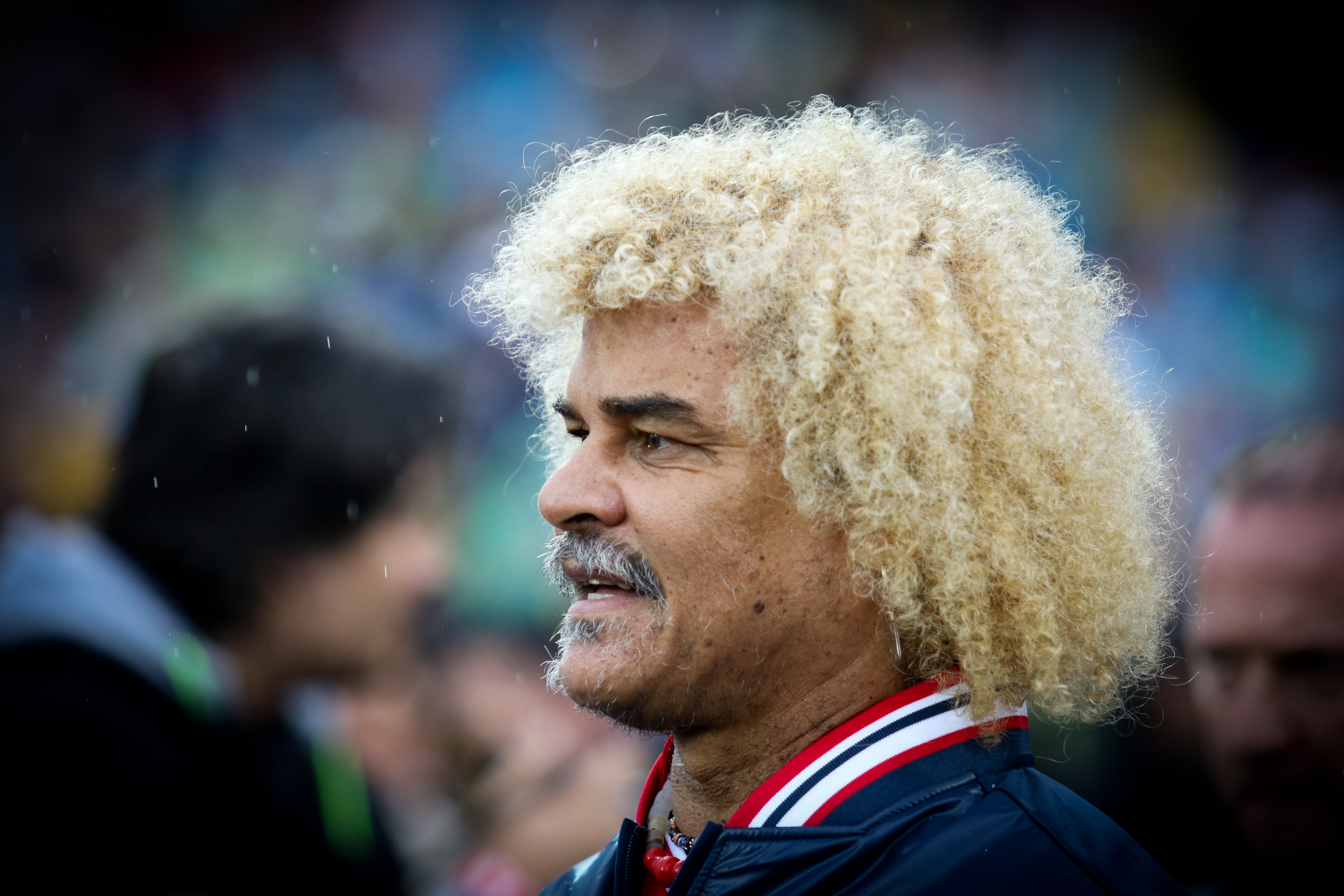
Valderrama.

El fichaje del entrenador colombiano Pacho Maturana para la temporada 1990-91 dio paso a una llegada masiva de colombianos al año siguiente: Valderrama e Higuita se unieron a Álvarez, ya presente en el club. El arranque de aquella campaña fue pésimo, el número de socios se redujo y los ingresos del club eran escasos, por lo que el presidente, Gonzalo Gonzalo, realizó un llamamiento a los socios y simpatizantes del club para buscar una solución urgente a la deuda de 1000 millones de pesetas y el fuerte déficit que ahogaban a la institución. Ante esta situación, el alcalde Tomás Rodríguez Bolaños y un nutrido grupo de empresarios iniciaron el saneamiento del club. El proyecto del "Valladolid de los colombianos" terminó fracasando y el equipo descendió.
Poco después, el 26 de junio de 1992, el club Real Valladolid Deportivo se convertía en la sociedad anónima deportiva Real Valladolid S. A. D., cumpliendo con la ley del Deporte 10/1990 publicada el 15 de octubre de 1990, y Marcos Fernández en su presidente.

### Ascenso, segunda era Cantatore yEuroPucela(1992-2001)
El descenso conllevó la retirada de Minguela tras quince años defendiendo los colores pucelanos, y la venta de Fonseca, principalmente. El nuevo paso por Segunda fue fugaz, consiguiéndose el ascenso en el último partido frente al Palamós C. F. Nada más retornar a Primera, Caminero fichó por el Atlético de Madrid y el equipo consiguió salvar la categoría tras vencer en la promoción al C. D. Toledo.
La temporada 1994-95 concluyó con el equipo en plaza de descenso, pero se le invitó junto al Albacete a ocupar las plazas del Sevilla y el Celta, descendidos por defectos burocráticos, originándose una fuerte polémica tanto a nivel administrativo como popular que se resolvió con la creación de la Liga de los 22, disputada por todos los implicados. La campaña 1995-96 se inició con muchas caras nuevas en el equipo y con Rafael Benítez en el banquillo, pero los malos resultados provocaron su destitución y que Marcos Fernández contratase de nuevo a Vicente Cantatore, iniciándose su segunda etapa en el club. Con él, aquel joven Valladolid comenzó a ganar seguridad, y con la promesa de Marcos Fernández de no vender y reforzar la plantilla se creó una gran expectación en la ciudad que atrajo más de 18 000 abonados para la Liga que se disponía a comenzar. En aquel Valladolid destacaban Peternac, César, Víctor y Benjamín, principales artífices del séptimo puesto liguero con el que el ya EuroPucela obtuvo plaza para la Copa de la UEFA.

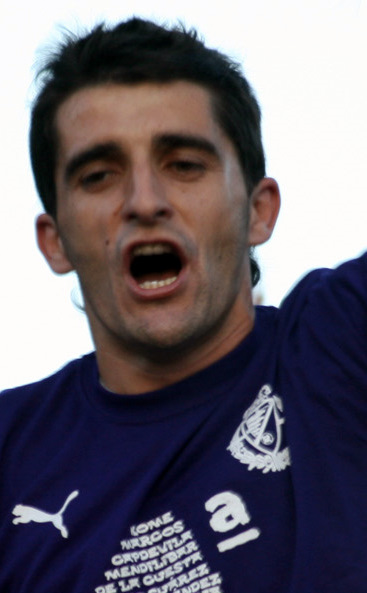
Víctor, jugador pucelano entre 1996-2000 y 2004-2009.

La segunda etapa del chileno terminó de manera convulsa, ya que al poco de comenzar la Liga fue destituido en directo en un programa de radio por Marcos Fernández Fermoselle, vicepresidente e hijo del presidente, quien por entonces ya estaba apartado de la dirección del club por la leucemia que finalmente causó su muerte. La temporada continuó con Sergije Krešić en el banquillo, cerrándose la Liga con el undécimo puesto y cayendo en segunda ronda de la Copa de la UEFA frente al Spartak de Moscú.
En la temporada 1998-99 el club pasó a denominarse Real Valladolid Club de Fútbol, S. A. D., su nombre actual. Asimismo, se crearon la Fundación Real Valladolid, la página web oficial y una mascota, Pucelo. Para la campaña siguiente se contrató a Gregorio Manzano, que dejó al equipo a las puertas de la competición europea. En enero de 2000, el club se hizo con la cesión del jugador japonés Shoji Jo, convirtiéndose en el primer club de la historia de la Liga en contar con un jugador nipón en sus filas. Los hijos del difunto presidente, en vista del descontento de los aficionados desde la destitución de Cantatore, anunciaron la venta del 70 % de las acciones a dos grupos madrileños, quienes nombraron presidente a Ignacio Lewin el 28 de abril de 2000.
La etapa de Lewin como presidente fue breve: apostó por el argentino Francisco Ferraro como entrenador, pero los malos resultados hicieron que Pepe Moré tomara las riendas del equipo para salvarlo del descenso. Lewin y sus vicepresidentes dimitieron el 20 de abril de 2001, después de que Caja España negara un crédito a la entidad para sanearla, llegando al cargo Carlos Suárez Sureda.

### Presidencia de Carlos Suárez (2001-2018): 3 descensos y 3 ascensos
Moré siguió en el banquillo hasta la conclusión de la temporada 2002-03, y para afrontar la siguiente campaña se contrató a Fernando Vázquez. El equipo realizó una buena primera vuelta para terminar perdiendo fuelle en la segunda, y ni siquiera el nombramiento de un entrenador de la casa, Antonio Santos, pudo evitar el descenso.
La temporada 2004-05 empezó en 2.ª con Sergio Krešić de entrenador, en una plantilla concebida para el ascenso, pero tras malos resultados fue sustituido por Marcos Alonso Peña, quedando 6.º a más de diez puntos del ascenso. La siguiente temporada 2005-06 continuó Marcos Alonso hasta la jornada 25 cuando fue cesado y sustituido por Alfredo Merino Tamayo, que concluyó con el equipo en 10.ª posición. Esa temporada el equipo se desprendió en el mercado de invierno de Aritz Aduriz, que fue fichado por el Athletic Club debido a que buscaba un delantero en su lucha por eludir el descenso.
En la temporada 2006-07, los blanquivioletas, dirigidos por José Luis Mendilibar, ascendieron con brillantez, siendo campeones de Segunda y batiendo los récords de imbatibilidad y de puntos.
En la siguiente temporada se logró la permanencia, y quedó para la historia el gol de Joseba Llorente contra el Español a los 7,08 segundos del comienzo, el más rápido de la Liga española hasta ahora.
En la temporada 2008-09, el equipo llegó a rozar los puestos europeos, pero una nefasta racha final hizo que tuviera que jugarse la permanencia en el último partido de Liga en el Estadio Manuel Ruiz de Lopera ante el Betis, logrando un empate salvador que condenaba a los verdiblancos.
En cambio, la temporada 2009-10 fue nefasta. El equipo se mantuvo durante toda la primera vuelta del campeonato en la parte baja de la clasificación, hasta que en el primer partido de la segunda vuelta, frente a la U. D. Almería, el entrenador José Luis Mendilibar fue destituido. Onésimo Sánchez, un entrenador de la casa, tomó las riendas de la plantilla, pero no pudo enderezar la marcha de la entidad. Tras diez jornadas, fue cesado y su puesto lo ocupó Javier Clemente, quien, a pesar de una importante remontada en los ocho partidos que el equipo disputó a sus órdenes, no pudo lograr la permanencia en Primera División, concluyendo la liga en antepenúltima posición.
En la temporada 2010-11, Antonio Gómez Pérez fue el elegido para entrenar al club pero el mal juego hizo que en diciembre fuera destituido. Javier Torres Gómez se hizo cargo de forma interina del equipo durante una semana y después llegó Abel Resino. El equipo llegó a disputar las eliminatorias de ascenso, pero tras perder por tres goles a uno el partido de vuelta ante el Elche C. F., el Real Valladolid quedó eliminado.
El 4 de julio de 2011, Carlos Suárez anunció la compra de algo más del 58 % de las acciones del club, convirtiéndose en el nuevo máximo accionista de la entidad y dos días después, Miroslav Đukić fue nombrado entrenador del primer equipo tras firmar un contrato de 3 años de duración.
El 29 de diciembre de 2011, Carlos Suárez informó de que el club había solicitado entrar en concurso de acreedores, lo cual fue aceptado por el juez al día siguiente.
En la temporada 2011-12 el equipo terminó en tercera posición de la liga regular con 82 puntos y consiguió el ascenso a Primera División de la mano de Miroslav Đukić tras superar en las eliminatorias al Córdoba C.F. y a la A.D. Alcorcón.

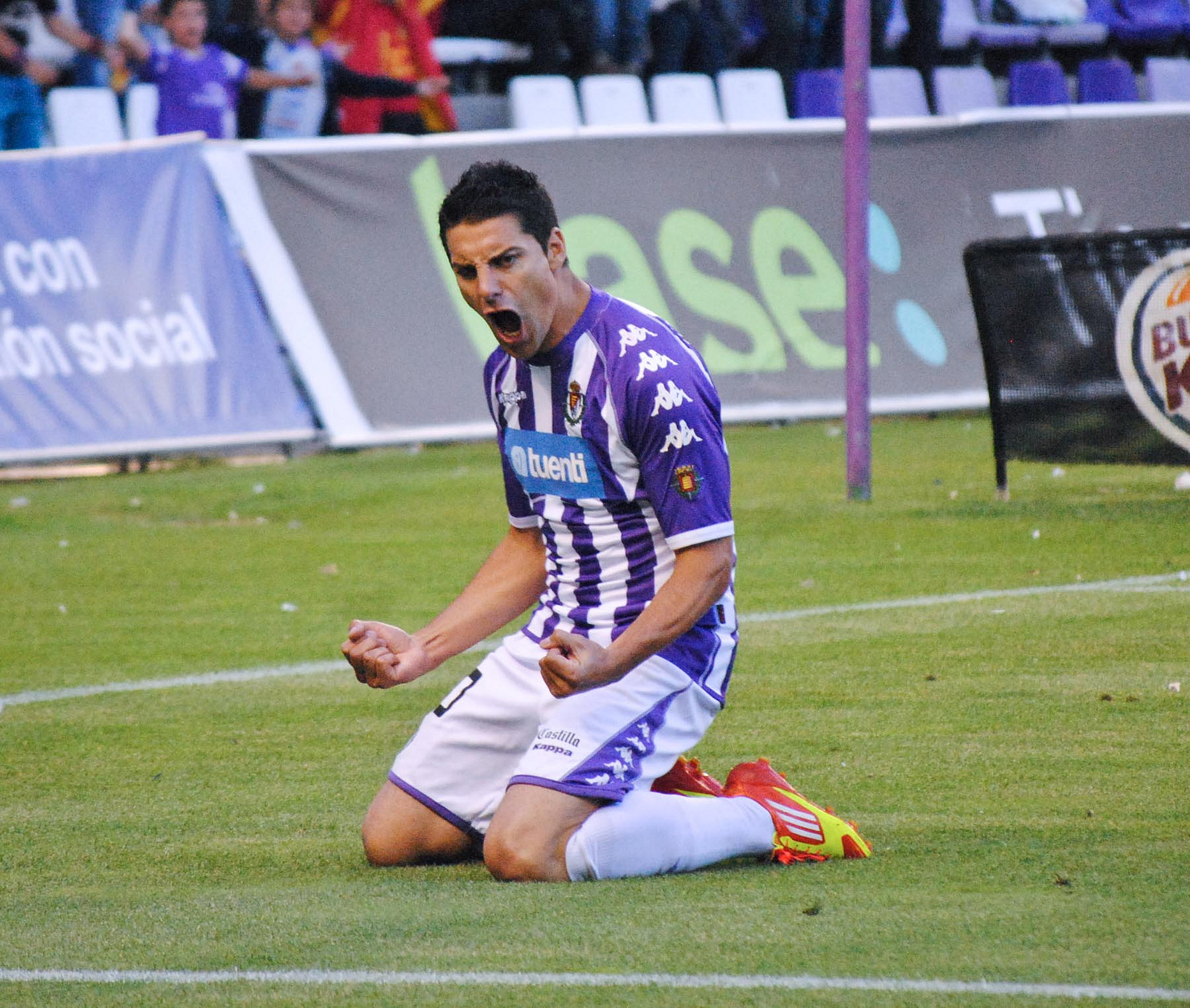
Óscar, jugador del Valladolid entre 2001-2004 y 2010-2016.

La temporada 2012-13 el equipo consiguió salvarse a falta de 4 jornadas para el final y se mantuvo en la Primera División, aunque virtualmente se salvó varios meses antes de acabar la liga. Finalmente acabó la temporada en decimocuarta posición, siendo uno de los equipos revelación de la temporada, pues en ningún momento de la temporada pisó puestos de descenso, estuvo cerca de meterse en la lucha por Europa.
Uno de los héroes fue Djukic, el entrenador que además trajo a coste cero a dos revelaciones de la temporada: el lateral derecho, internacional serbio Rukavina y el extremo derecho alemán Patrick Ebert, el jugador con más calidad, aunque se lesionó varias veces. Otras revelaciones de la temporada fueron los dos porteros: Jaime y Dani Hernández. 
El equipo mantuvo durante toda la temporada un buen centro del campo, gracias al media punta Óscar (máximo goleador del Valladolid durante la temporada, con 12 goles en liga), al alemán Patrick Ebert, a Lluís Sastre, a Álvaro Rubio y a Víctor Pérez; jugó casi todos los partidos con un solo delantero centro, Javi Guerra (que tuvo una sequía goleadora, solo anotó un tanto en la primera mitad aunque en la segunda anotó 6) o el capitán de la selección angoleña Manucho (anotó 9 goles, de los que cabe destacar los dos que le marcó al Real Madrid en el Estadio José Zorrilla); el equipo plantó cara a equipos grandes como al Real Madrid al que marcó 3 goles en un partido en el Bernabéu, el tercero lo anotó Luis Sastre de volea desde fuera del área y los otros dos Javi Guerra (que además marcó al Barcelona en el Zorrilla) y Óscar. 
Un partido polémico fue el Valencia-Real Valladolid que en el minuto 92 el Valencia marcó el gol de la victoria (el partido iba 1-1) tras un saque de banda que sacó el Valencia que le correspondía al Real Valladolid (además el saque lo señaló el árbitro para el equipo pucelano); la mayor goleada que recibió el Real Valladolid fue en el Mallorca - Valladolid (4-2), aunque este partido, la FIFA se le dio por perdido meses después al Mallorca por no ceder a Giovanni Dos Santos a la selección de México. El partido donde más goles marcó fue el Real Valladolid - Rayo Vallecano (6-1). Los capitanes del equipo durante esta temporada fueron: Javi Baraja, Álvaro Rubio, Jesús Rueda y Óscar.
Pero la temporada 2013-14, bajo la dirección de Juan Ignacio Martínez, fue desastrosa y eso que conservó la práctica totalidad de la plantilla salvo Balenziaga que volvió de su cesión al Athletic Club. Solo se ganaron 7 partidos en toda la temporada, con dos derrotas en las dos últimas jornadas, con lo que fue decisivo para que se acabara consumando el descenso a la Segunda División del fútbol español. Lo más destacable de la temporada fue la victoria por 1-0 frente al F.C. Barcelona con gol de Fausto Rossi y el empate ante el Real Madrid 1-1 con goles de Osorio y Sergio Ramos. En 8 de los 19 partidos como visitante durante esta temporada el equipo recibió la friolera de 4 goles.
Para la nueva etapa en la categoría de plata, el Real Valladolid anunció la llegada de Braulio Vázquez como nuevo director deportivo y Rubi como nuevo entrenador, durante la temporada 2014-15 el equipo fue de más a menos, sin tener una idea clara de juego y finalizando la temporada en quinta posición para posteriormente quedar eliminado en el Play Off de ascenso por la UD Las Palmas tras empatar a 1 en el Estadio José Zorrilla y a 0 en el Estadio de Gran Canaria.
El 23 de julio de 2014 el Real Valladolid salió finalmente del Concurso de Acreedores tras la decisión del juez de desestimar la demanda de uno de los acreedores (Turu Flores).
La temporada 2015-16 no comenzó con buen pie y el 21 de octubre fue destituido el entrenador, Gaizka Garitano y fue sustituido por Miguel Ángel Portugal hasta el 24 de abril de 2016 en el que tras sumar uno de los últimos 15 puntos posibles fue destituido siendo reemplazado por Alberto López Fernández quien no logró mejorar al equipo pero a falta de 1 jornada consiguió la salvación matemática en segunda división.
La temporada 16/17 empezó con Paco Herrera como nuevo entrenador y con una plantilla ampliamente remodelada de la cual solo continuaron 3 jugadores de la anterior temporada. La temporada, muy irregular, acabó sin que el equipo consiguiera clasificarse para las eliminatorias de ascenso. En la copa del rey fue eliminado por la Real Sociedad.
La temporada 17/18 empezó con Luis César Sampedro como entrenador. Justo al inicio Arnaiz fue vendido al FC Barcelona. Tras 34 jornadas y el equipo en el undécimo puesto a tres puntos de las eliminatorias de ascenso, Luis César es sustituido por Sergio González tras una temporada en la que el equipo encaja muchos goles en contra y sufre varias remontadas
. El equipo remontó hasta meterse en las eliminatorias de ascenso, y tras superar en semifinales al Sporting de Gijón y en la final al C.D. Numancia, con un global de 4 a 1, el 16 de junio de 2018 ascendió a Primera División. Esa temporada el delantero Jaime Mata marcó 35 goles, proclamándose máximo goleador de la categoría.
La temporada 18/19 empieza con Sergio González como entrenador tras su ascenso.

### Era Ronaldo como máximo accionista (2018-2025)
En el verano de 2018 hubo numerosas ofertas de compra por varios empresarios extranjeros, fructificando finalmente la del exjugador brasileño Ronaldo Nazário, quien fue presentado como máximo accionista y presidente del consejo de administración el 3 de septiembre de 2018 en el salón de recepciones del Ayuntamiento de Valladolid; el anterior presidente, Carlos Suárez, se mantuvo como consejero delegado hasta su renuncia en agosto de 2019.
Cuando fue presentado Ronaldo el equipo llevaba ya jugadas las tres primeras jornadas de la Liga 18-19 y aunque no consigue marcar ningún gol empata dos de sus tres encuentros gracias a la solidez defensiva. Llegó a ponerse 6.º en la jornada 10, pero a partir de ahí la escasez de goles unida a un empeoramiento de la defensa provocó una mala racha de resultados y en abril volvía a estar en puestos de descenso de manera intermitente. Finalmente mejoró ostensiblemente el rendimiento en las últimas jornadas llegándose a alcanzar la permanencia matemática una jornada antes de que finalizara el campeonato. Calero fue vendido al Espanyol tras su buen rendimiento por 8 millones y variables.
Sergio González continuó como entrenador en la temporada 19-20. La temporada se interrumpió se paró el 13 de marzo (jornada 27) con el equipo situado 15.º con 29 puntos, cuatro por encima del descenso a falta de 11 jornadas por diputarse por la pandemia de COVID-19 y volvió a disputarse desde mediados de junio hasta mediados de julio, con casi 3 jornadas por semana. Finalmente el equipo se salvó matemáticamente en la antepenúltima jornada y quedó 13.º, el mejor puesto en las últimas 18 temporadas. A lo largo de la temporada el Valladolid nunca ocupó puestos de descenso y aunque el juego del equipo no fue muy vistoso para el espectador si fue efectivo, especialmente la defensa, en la que destacó el defensa ghanés del filial Salisu, que en verano fue vendido al Southampton FC por 12 millones de euros (la mayor venta del Valladolid hasta entonces). En enero Ronaldo fichó gratis a su primer jugador mediático, Ben Arfa, quien se fue al acabar la temporada sin apenas haber jugado minutos.  
El 23 de mayo de 2020 se anuncia un principio de acuerdo con el Club Baloncesto Ciudad de Valladolid para la colaboración entre ambas entidades. La fusión supondría que el club de baloncesto pase a ser una sección dentro del Real Valladolid. Entre los cambios variaría los colores del club y el nombre del equipo de baloncesto. El 10 de julio de 2020 los socios del Atlético Tordesillas han acordado que el equipo se convierta en filial del Real Valladolid por una temporada y prorrogable en el tiempo, donde el Atlético Tordesillas seguirá manteniendo su personalidad jurídica y Junta Directiva. El acuerdo supondrá la llegada de canteranos blanquivioletas, un cuerpo técnico completo pagado por el Valladolid, preparar a los entrenadores de las categorías inferiores del Tordesillas, suministro de material deportivo y la presencia de los jardineros del Valladolid para preparar los campos del equipo tordesillano. El 3 de agosto de 2020 se firmó el acuerdo de colaboración que tendrá una duración de 3 años con el Club Baloncesto Ciudad de Valladolid. El acuerdo contempla el cambio de nombre del equipo de baloncesto por el de Real Valladolid Baloncesto, el cambio de colores que pasarán a ser blanquivioletas, la integración en la junta directiva del equipo de baloncesto de su director David Espinar. Además la campaña de abonados se harán conjuntas y las peñas de ambos equipos también se han reunido para tratar varios temas. También buscarán la captación de nuevos recursos y patrocinadores, así como en el afianzamiento de las relaciones con las administraciones públicas.
La temporada 2020-21 empezará a disputarse en septiembre en vez de agosto debido al parón provocado por el coronavirus.
La RFEF en las normas para la liga 2020-21 obligó a los equipos de Primera División y Segunda División a buscar un estadio alternativo para disputar sus partidos de local por si el COVID-19 se complicara e impidiera disputar partidos en su estadio habitual. Como primera opción el club pensó en el Estadio Nueva Balastera de Palencia siempre que cumpliese con los mínimos exigidos por la LFP. Finalmente la alternativa tenía que estar fuera de su CC.AA por lo que los estadios más posibilidades serán los de Madrid, ya que incluso se valora la opción de intercambiar el estadio alternativo con el equipo con el que se llegara a un acuerdo. Además durante esta temporada se seguirán permitiendo 5 cambios en tres tandas por partido y para evitar problemas como la temporada pasada en Segunda División se ha diseñado un protocolo sobre terrenos de juego y horarios, alineaciones y número de futbolistas del primer equipo, sobre que pasará si no pueden disputarse uno o más partidos, sobre positivos en un equipo, sobre prohibiciones de sanidad, positivo de entrenadores, tiempo previo y sobre el Playoff de ascenso a Primera, todos ellos ocasionados por posibles problemas derivados por el COVID-19. El 18 de septiembre de 2020 se anunciaron las sedes alternativas en la que jugaría, la primera será Madrid bien en Estadio Santiago Bernabéu según marchen las obras o bien el Estadio Alfredo Di Stéfano de Madrid. La segunda opción será Sevilla en el Estadio Ramón Sánchez-Pizjuán y la tercera opción será Vigo en el Estadio de Balaídos. Por otra parte Valladolid ha sido una de las sedes más solicitadas, siendo elegida como primera sede alternativa por el Real Madrid CF y el Real Celta de Vigo para jugar sus partidos en el Estadio José Zorrilla. El Atlético de Madrid finalmente se decantó por otra sede. El Real Valladolid, además, tuvo otras opciones en la lista, en las que el que el viaje en avión fuese cómodo, caso de Valencia o Málaga.
Pero la temporada empezó mal, el equipo no logró asentarse, solo dejó su portería a cero en tres de los 38 encuentros y en la segunda vuelta solo ganó un partido, lo que provocó su descenso a segunda división tras tres temporadas consecutivas en primera.
La temporada 2021-22 fue su 36.ª temporada en la división de plata en la que el objetivo sería recuperar la ilusión de la afición con el equipo tras una de las peores temporadas de la historia del club. 
El 22 de junio de 2021 se anunció el fin del acuerdo de filialidad con el Atlético Tordesillas pese a que ambos clubes estaban de acuerdo con dicho acuerdo, pero el descenso a la categoría de plata del Real Valladolid hace que tenga que recortar gastos, pese a ello ambos clubes seguirán colaborando.

Gráfico del desempeño del Real Valladolid en la liga en el periodo 1929-2023.

Tras un comienzo algo irregular el equipo comenzó el 2022 con una gran defensa, superando el anterior récord de imbatibilidad del equipo, aunque hay puntualizar que el anterior récord se consiguió en Primera División por César Sánchez tras estar 555 minutos sin encajar gol. Estuvo desde el minuto 85 (gol de Julen Guerrero) de la jornada 33 de la temporada 1997-98 al minuto 10 (gol de Predrag Mijatović) jornada 2 de la temporada 1998-99. Finalmente el récord quedó fijado en 646 minutos por Jordi Masip entre el gol de Borja Bastón en el minuto 29 de la jornada 20 y el gol de Bernardo Espinosa en el minuto 45 de la jornada 27. Finalmente logra el ascenso directo tras vencer 3-0 a la S.D.Huesca en la última jornada, a pesar de que dependía de resultados de la U.D. Almería y de la S.D. Eibar, resultados que se dieron tras el empate del equipo andaluz en el estadio Butarque y la sorprendente derrota del equipo armero contra la A.D. Alcorcón que se encontraba descendida desde hace varias jornadas y aun así terminó como colista de la división de plata. El Pucela acabó la temporada como subcampeón, como el equipo más goleador con 71 goles, gracias a los 20 goles del israelí Shon Weissman. Además logró el récord como equipo que menos jornadas ha necesitado estar en ascenso directo para ascender con 5 jornadas en total.
La temporada 2022-23 empezó con Pacheta como entrenador tras su ascenso y fichajes como la vuelta del canterano Sergio Asenjo o el vallisoletano Sergio Escudero. En resumen la temporada fue muy irregular, enlazando rachas de resultados positivas con otras negativas, y además recibiendo varios goles en los últimos minutos de los partidos. El equipo llegó al parón por el Mundial de Catar fuera del descenso. La vuelta a la primera división comenzó con una dura derrota contra el Villarreal C. F. en casa pero a pesar de ello logró enderezar la situación llegando a estar clasificado en una meritoría 10.ª posición tras lograr 3 victorias en 4 partidos a mitad de la primera vuelta, destacando la goleada por 4-1 al R. C. Celta de Vigo y una victoria por la mínima frente a la Real Sociedad que hasta ese momento estaba cuajando una gran temporada. El último partido antes del parón por el Mundial 2022 fue una dura derrota por 3-0 en Bilbao, pero la vuelta fue aún más dura con la eliminación en 1/16 de final contra el Deportivo Alavés de la segunda división y otras 5 derrotas en liga sin ni siquiera lograr un gol. En la última jornada de la primera vuelta contra el Valencia C. F., rival al que llevaba 20 años sin ganar en casa en la máxima categoría, logró romper esa mala racha y consiguió vencer 1-0 lo que hizo que el equipo pudiera acabar la primera mitad de la temporada al borde del descenso. En cuanto a futbolistas destacaron la irrupción del jugador del filial de 18 años Iván Fresneda, que está en el punto de mira de los grandes de Europa, de Lucas Rosa, que a pesar de no destacar en el filial hizo buenos partidos en el primer equipo y de David Torres que a partir de la segunda vuelta se consideró jugador del primer equipo. 

En el mercado invernal vinieron 4 jugadores, todos ellos internacionales absolutos con su selección con la idea de subir el nivel e intentar mejorar las carencias en el medio del campo y en la delantera. En el apartado de bajas la más destacada fue la de Shon Weissman que tras una mala primera vuelta debido al principio por motivos personales y posteriormente por la falta de confianza del entrenador acabó saliendo cedido con opción de compra condicionada al Granada C. F. de la segunda división. También cabe destacar un nuevo fracaso en un mercado de invierno en este caso con Jovane Cabral del Sporting de Portugal que iba a llegar en calidad de cedido hasta final de temporada pero que según el club por problemas en la plataforma de la FIFA los documentos llegaron fuera de plazo, no así en la liga. El 3 de febrero la FIFA denegó la inscripción del jugador. Finalmente, en la jornada 28 tras encajar 6 goles en el Bernabeu, Pacheta fue destituido y Paulo Pezzolano se convirtió en el nuevo entrador del equipo. Sin embargo no logró revertir la tendencia irregular del equipo y en la última jornada jugando en casa contra el Getafe el Valladolid volvió a descender, acumulando 5 descensos en los últimos 20 años.
Al día siguiente, el presidente Ronaldo confirmó a Pezzolano como el entrenador para la temporada 2023-24.  A 11 días del inicio de la liga despiden a Fran Sánchez, al que sustituyé Domingo Catoira como director deportivo. La afición ante tal panorama, la mala fama del nuevo director deportivo ya que acaba de bajar con el R. C. D. Espanyol y viendo el desmantelamiento del equipo no pudo más que comenzar el Trofeo Ciudad de Valladolid con una tremenda pitada a la directiva y los ya habituales cánticos contra Ronaldo de "Ronaldo vete ya", quedando claro el malestar de la afición pucelana con el presidente del club por las últimas decisiones tomadas. El equipo disponía en el momento del partido con 15 jugadores a falta de que salieran del equipo jugadores clave como Selim Amallah y Cyle Larin.
El mercado se cerró de forma decepcionante el 1 de septiembre, a pesar de los 21 849 abonados, récord del club en segunda división, con la única incorporación del delantero Sylla cuando la afición esperaba varios fichajes y que además fueran de nivel para poder revertir el mal comienzo de temporada que comenzó con una victoria en la primera jornada pero en los tres siguientes partidos cayó derrotado y además sin lograr marcar ningún gol. La afición cada vez sigue más molesta con la directiva, porque a los fichajes de los jugadores brasileños como John Victor, con pocos partidos a sus espaldas, el fichaje de Gustavo Henrique, un jugador de 30 años por el que en redes sociales hay mofas de la afición turca hacía el jugador y de Marcos André jugador por el que se pagan 1 800 000 € por el 50 % de sus derechos a pesar de que el club dice que apenas hay liquidez y que lleva prácticamente dos años sin jugar con regularidad la afición ve que tras recaudar 30 850 000 € en ventas, no ha habido una buena planificación y ve el futuro de entidad negro a pesar de ser un histórico de la liga.
La primera vuelta terminó en diciembre en cuarto puesto que da acceso a la eliminatoria pero con una bajada de rendimiento considerable. El 2024 comenzó con la marcha de John Victor al Santos F. C. que posteriormente traspasó al Botafogo F. R.. La salida del jugador mosqueó más a la afición porque fue anunciado antes su fichaje al Botafogo F. R. que su salida por el club. El primer partido del año comenzó con nueva derrota en el El Plantío por la mínima en el derbi regional. La primera alta fue el canterano del Valencia C. F. César Tárrega que llegó cedido con ficha del filial hasta final de temporada que llegaba como sustituto de Gustavo Henrique que se marchó gratis al S. C. Corinthians Paulista. El equipo brasileño se quedó con el 70% de sus derechos, perteneciendo el 30% restante al Real Valladolid. que se oficializó de nuevo antes en el equipo brasileño que en el pucelano lo que aumentaba el malestar de la afición con el club. Entre el alta y la baja de los defensas el equipo empató en Elche a 0, siendo el cuarto partido consecutivo sin hacer gol. La afición seguía esperando fichajes pero antes necesitaba liberar masa salarial ya que en verano lo sobrepasó en un 40% y una vez que se hizo oficial la salida de Gustavo Henrique al día siguiente llegó también como cedido con opción de compra en caso de ascenso el prometedor extremo croata Stipe Biuk. Al día siguiente se rompió la cesión hasta final de temporada con Joni Montiel que no logró cuajar en el equipo a pesar de lo mucho que se esperaba de él. El 29 de enero después llegó André Ferreira para volver a tener dos porteros del primer equipo en plantilla. A la espera de más salidas en la tercera jornada de la segunda vuelta se produjo la primera victoria con un claro 3-1 al Racing de Santander. El día 31 salió cedido Tunde Akinsola en busca de minutos y el 1 de febrero llegaron Amath Ndiaye que jugó en las categorías inferiores del Real Valladolid y Lucas Oliveira, jugador que fue clave con Paulo Pezzolano para el ascenso a la serie A con el Cruzeiro E. C.. Ambos llegaron como cedidos pero en caso de Amath con opción de compra en caso de ascenso. El 3 de febrero empató en casa del líder a 0 y el día 8 se hizo oficial la llegada de Álvaro Negredo que se encontraba sin equipo tras rescindir contrato con el Cádiz CF.  El 26 de mayo de 2024 en la 41ª jornada consiguió su décimo ascenso a primera división tras vencer en un agónico partido al Villarreal C. F "B" por 3-2. A pesar de que se enfrentaban el peor equipo visitante y el mejor equipo local el partido no se decidió hasta el minuto 97 en el que Sylla transformaba un penalti en el minuto 97. Para ponerle más épica fue el primer penalti transformado en gol del equipo, ya que lo tres anteriores les fallaron. Y no solo bastaba con la victoria, además debía perder la S. D. Eibar en Gijón, resultado que se dio también y encima se colocó como líder de la categoría tras empatar el C. D. Leganés en Ferrol a 2. Finalmente subío como segundo clasificado tras perder en la última jornada en Tenerife y ganar su partido el C. D. Leganés.
La temporada 2024-25 comenzó de manera decepcionante a pesar de volver al antiguo escudo y de lograr 24 000 abonados, récord del club. En el mercado de fichajes no vino ningún fichaje que ilusionara a la afición porque según la directiva con las opciones de comprar por lograr el asceso a primera división de jugadores que no tienen nivel para la categoría no había dinero para traer jugadores y se completó la plantilla con jugadores cedidos. Además en la plantilla no había ningún lateral izquierdo y para finalizar se vendió el último día de mercado al mejor defensa de la plantilla Enzo Boyomo a C. A. Osasuna para poder fichar por el 50 % de la propiedad a Juanmi Latasa para poder cumplir con el fair-play financiero. Posteriormente el director depórtivo Domingo Catoira afirmó que la venta no computaba para este mercado lo que hizo que la afición se encendiese más contra el club porque no creía entonces que fuera la necesaria de Boyomo y se preguntó entonces que dónde estaban los más de 30 000 000 € que sacó en ventas el club la temporada pasada que según lo dicho por el director depórtivo sí que computaban para este mercado. Todo esto hizo que fuera aumentando la crispación contra la directiva que fue en aumento por el pésimo rendimiento del equipo que en 15 jornadas se encontraba colista de la categoría con sólo 9 puntos y siendo el equipo más goleado de la categoría. Tras la 15ª jornada y después de ser goleado 0-5 por el Club Atlético de Madrid fue destituido Paulo Pezzolano, algo pedido por la afición desde la anterior temporada.Se fichó a Diego Cocca, sin embargo los resultados siguieron sin mejorar, haciendo el ridículo en Copa del Rey ante el Ourense CF de Primera Federación, perdiendo 3-2 y eliminado de la competición y en apenas 2 meses en el cargo fue cesado y sustituido de nuevo por Álvaro Rubio, que comenzó con una humillante derrota por 7-1 ante el Athletic Club, en la siguiente jornada sumarían un único punto en la segunda vuelta tras empatar 1-1 frente a U.D. Las Palmas en Zorrilla, y a partir de aqui, el equipó decayó, perdiendo por goleadas humillantes y derrotas consecutivas, hasta que el 24 de abril de 2025 a falta de 5 jornadas para el final, firma su descenso matemático a Segunda División tras perder 5-1 ante el Real Betis en una temporada en la que el equipó pucelano batió records negativos y problemas con jugadores y directiva. El equipó firmó la segunda peor temporada en la historia de La Primera División de España desde que se inauguraron 3 puntos por partido, con 16 puntos, solo superado por el Sporting de Gijón en la temporada 1997-98 que solo hizo 13, es el equipo mas derrotado consecutivamente, con 12, y el equipo que más derrotas ha sufrido en una temporada, con 30, superando al equipo asturiano que obtuvo 29 derrotas.
El 16 de mayo de 2025 se anunció la venta del equipo a un grupo norteamericano.

### Grupo Ignite (2025-presente)
El 25 de junio de 2025 se firmó la venta del club a los grupos Ignite y Ben Oldman, cuya cabeza visible es Gabriel Solares, antiguo propietario del club mexicano Querétaro Fútbol Club.